# Adrian Grbić
Adrian Grbić (Viena, 4 de agosto de 1996) es un futbolista austriaco que juega en la demarcación de delantero para el F. C. Lucerna de la Superliga de Suiza.

## Selección nacional
Tras jugar con la selección de fútbol sub-16 de Austria, la sub-17, la sub-18, la sub-19 y la sub-21 finalmente hizo su debut con la selección absoluta el 4 de septiembre de 2020 en un partido de la Liga de Naciones de la UEFA contra Noruega. El partido acabó con un resultado de 1-2 a favor del combinado austriaco tras el gol de Michael Gregoritsch y Marcel Sabitzer para Austria, y de Erling Haaland para Noruega.

## Clubes
| Club                        | País         | Año       | Partidos | Goles |
| --------------------------- | ------------ | --------- | -------- | ----- |
| VfB Stuttgart II            | Alemania     | 2015-2016 | 15       | 0     |
| Floridsdorfer A. C.         | Austria      | 2016-2017 | 29       | 7     |
| S. C. Rheindorf Altach      | Austria      | 2017-2019 | 46       | 15    |
| Clermont Foot               | Francia      | 2019-2020 | 29       | 17    |
| F. C. Lorient               | Francia      | 2020-2022 | 52       | 5     |
| S. B. V. Vitesse (cedido)   | Países Bajos | 2022      | 22       | 1     |
| F. C. Lorient               | Francia      | 2022-2023 | 3        | 1     |
| Valenciennes F. C. (cedido) | Francia      | 2023      | 14       | 9     |
| F. C. Lorient               | Francia      | 2023-2024 | 1        | 0     |
| F. C. Lucerna               | Suiza        | 2024-     | 46       | 13    |